# Редень (Васлуй)
Редень, Редені (рум. Rădeni) — село у повіті Васлуй в Румунії. Входить до складу комуни Драгомірешть.
Село розташоване на відстані 259 км на північ від Бухареста, 27 км на захід від Васлуя, 65 км на південь від Ясс, 139 км на північ від Галаца.

## Населення
За даними перепису населення 2002 року у селі проживали 1190 осіб. Усі жителі села рідною мовою назвали румунську.
Національний склад населення села:
| Національність | Кількість осіб | Відсоток |
| -------------- | -------------- | -------- |
| румуни         | 1129           | 94,9%    |
| цигани         | 61             | 5,1%     |